# DWE 4
Die normalspurige Dampflokomotive DWE 4 wurde von der Lokomotivfabrik Borsig für Vering & Waechter gebaut und für die Dessau-Wörlitzer Eisenbahn verwendet.
Die Lokomotive war nach den DWE 1–3 von Henschel der zweite Lokomotivtyp für diese Strecke. Sie wurde später durch stärkere Maschinen abgelöst und blieb bis 1937 in Betrieb. Die Lokomotive wurde verschrottet.

## Geschichte und Einsatz
Da die Dessau-Wörlitzer Eisenbahn um 1910 ihre Streckenhöchstgeschwindigkeit auf 40 km/h anheben wollte, beschaffte Vering & Waechter als zweiten Lokomotivtyp eine ähnliche Lokomotive von Borsig, die etwas schwerer war, etwas größere Räder hatte, etwas mehr Betriebsstoffe fassen konnte und eine Höchstgeschwindigkeit von 45 km/h besaß.
Die Lokomotive blieb bis 1937 in Betrieb und wurde 1938 ausgemustert.

## Technik
Die Lokomotive besaß einen Innenrahmen mit in den Rahmenwangen eingenietetem Wasserkasten. Beidseitig vom Kessel war rechts ein kleinerer äußerer Wasserkasten und links vor dem Führerhaus ein Kohlenkasten für 0,8 t Kohle. Der eiserne Kessel besaß eine kupferne Feuerbüchse. Die schmiedeeisernen Speichenräder waren oberhalb des Umlaufes mit Blattfedern abgefedert. Die Lokomotiven besaßen einen relativ langen und schmalen Schornstein. 
Die Allan-Steuerung besaß Flachschieber schräg auf den Dampfzylindern. Vor dem Führerhaus lag das Sicherheitsventil der Bauart Ramsbotton sowie ein zylinderförmiger Sandkasten mit einem Sandfallrohr vor dem hinteren Antriebsrad. Weiterhin waren vorhanden ein Dampfdom, ein Läutewerk der Bauart Latowski zwischen Dampf- und Sanddom und eine reguläre Zug- und Stoßeinrichtung mit Stangenpuffern. Die Lokomotive hatte Petroleumbeleuchtung, die Pfeife war auf dem Führerhaus untergebracht.